# 7368 Haldancohn
7368 Haldancohn este o planetă minoră (asteroid), cu un diametru de 4,518 km, din centura de asteroizi. A fost descoperită pe 20 ianuarie 1966 la Observatorul Goethe Link⁠(d) de Indiana Asteroid Program⁠(d) și a fost numită după Haldan Cohn⁠(d). 
Obiectul prezintă o orbită caracterizată de o semiaxă mare de 2,2455691 UAi, o excentricitate de 0,13, o înclinație de 6,69814 ° în raport cu ecliptica.